# 비라 모레티

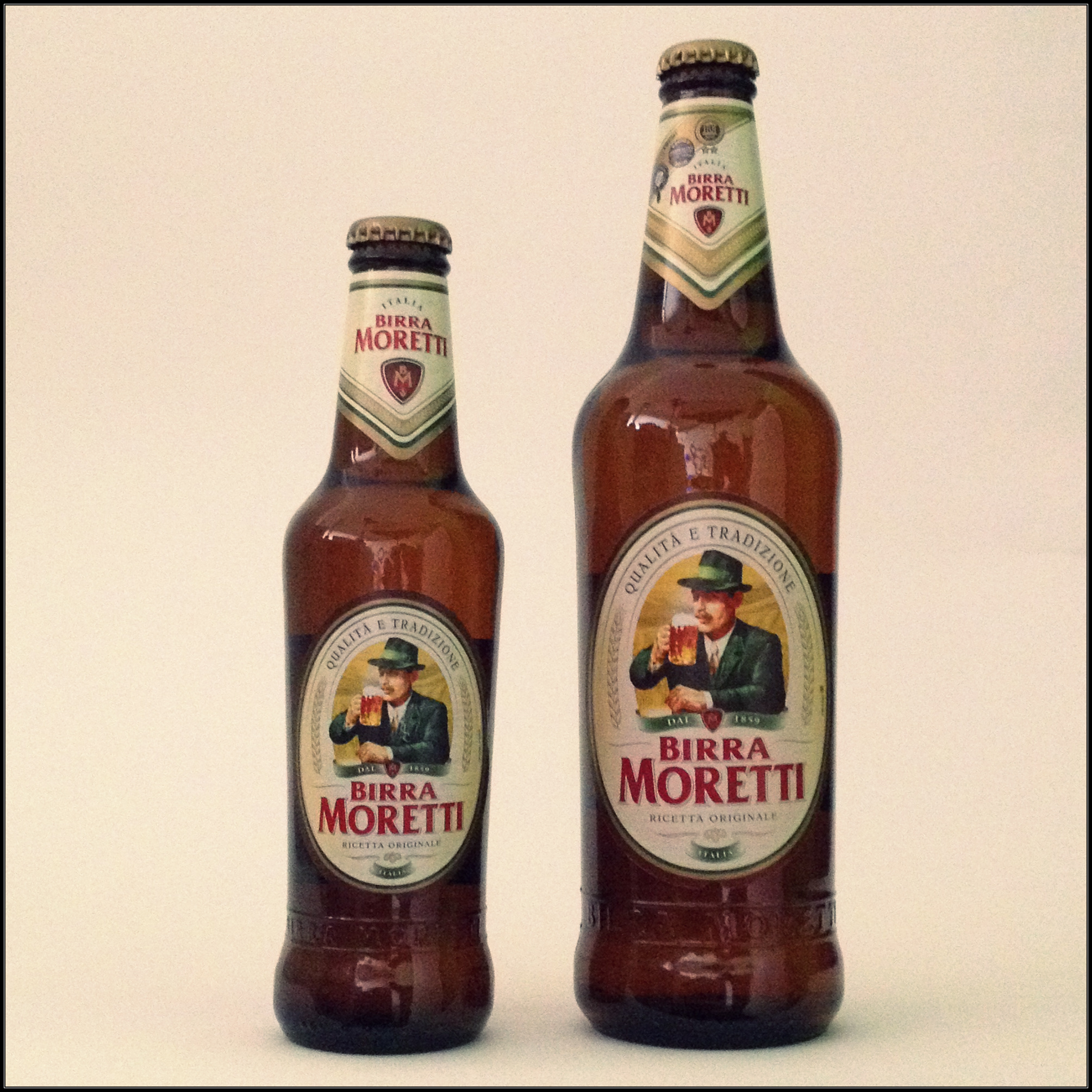
비라 모레티

비라 모레티(Birra Moretti)는 이탈리아의 맥주 양조 회사이다. 1859년 우디네에서 루이기 모레티가 설립하였다. 1996년 하이네켄 인터내셔널에 흡수되었으며, 현재는 하이네켄 브랜드이다.